# Llista d'asteroides/183501-183600
| Nom      | Designació provisional | Data de descobriment   | Lloc de descobriment | Descobridor/s                   |
| -------- | ---------------------- | ---------------------- | -------------------- | ------------------------------- |
| 183501 - | 2003 FU4               | 25 de març de 2003     | Wrightwood           | J. W. Young                     |
| 183502 - | 2003 FM8               | 30 de març de 2003     | Socorro              | LINEAR                          |
| 183503 - | 2003 FP12              | 22 de març de 2003     | Kvistaberg           | Uppsala-DLR Asteroid Survey     |
| 183504 - | 2003 FP15              | 23 de març de 2003     | Kitt Peak            | Spacewatch                      |
| 183505 - | 2003 FY25              | 24 de març de 2003     | Kitt Peak            | Spacewatch                      |
| 183506 - | 2003 FP33              | 23 de març de 2003     | Kitt Peak            | Spacewatch                      |
| 183507 - | 2003 FC36              | 23 de març de 2003     | Kitt Peak            | Spacewatch                      |
| 183508 - | 2003 FE36              | 23 de març de 2003     | Kitt Peak            | Spacewatch                      |
| 183509 - | 2003 FZ40              | 25 de març de 2003     | Palomar              | NEAT                            |
| 183510 - | 2003 FJ41              | 25 de març de 2003     | Palomar              | NEAT                            |
| 183511 - | 2003 FV48              | 24 de març de 2003     | Kitt Peak            | Spacewatch                      |
| 183512 - | 2003 FG51              | 25 de març de 2003     | Palomar              | NEAT                            |
| 183513 - | 2003 FR53              | 25 de març de 2003     | Palomar              | NEAT                            |
| 183514 - | 2003 FC58              | 26 de març de 2003     | Kitt Peak            | Spacewatch                      |
| 183515 - | 2003 FA65              | 26 de març de 2003     | Palomar              | NEAT                            |
| 183516 - | 2003 FJ78              | 27 de març de 2003     | Kitt Peak            | Spacewatch                      |
| 183517 - | 2003 FP80              | 27 de març de 2003     | Socorro              | LINEAR                          |
| 183518 - | 2003 FA81              | 27 de març de 2003     | Socorro              | LINEAR                          |
| 183519 - | 2003 FS88              | 28 de març de 2003     | Kitt Peak            | Spacewatch                      |
| 183520 - | 2003 FR90              | 29 de març de 2003     | Anderson Mesa        | LONEOS                          |
| 183521 - | 2003 FM91              | 29 de març de 2003     | Anderson Mesa        | LONEOS                          |
| 183522 - | 2003 FM93              | 29 de març de 2003     | Anderson Mesa        | LONEOS                          |
| 183523 - | 2003 FU93              | 29 de març de 2003     | Anderson Mesa        | LONEOS                          |
| 183524 - | 2003 FV101             | 31 de març de 2003     | Socorro              | LINEAR                          |
| 183525 - | 2003 FK110             | 30 de març de 2003     | Kitt Peak            | Spacewatch                      |
| 183526 - | 2003 FV114             | 31 de març de 2003     | Anderson Mesa        | LONEOS                          |
| 183527 - | 2003 FV118             | 26 de març de 2003     | Anderson Mesa        | LONEOS                          |
| 183528 - | 2003 FT126             | 31 de març de 2003     | Kitt Peak            | Spacewatch                      |
| 183529 - | 2003 FV127             | 31 de març de 2003     | Catalina             | CSS                             |
| 183530 - | 2003 FV130             | 29 de març de 2003     | Anderson Mesa        | LONEOS                          |
| 183531 - | 2003 FA132             | 27 de març de 2003     | Kitt Peak            | Spacewatch                      |
| 183532 - | 2003 GC27              | 6 d'abril de 2003      | Anderson Mesa        | LONEOS                          |
| 183533 - | 2003 GG29              | 6 d'abril de 2003      | Haleakala            | NEAT                            |
| 183534 - | 2003 GU38              | 7 d'abril de 2003      | Kitt Peak            | Spacewatch                      |
| 183535 - | 2003 GN45              | 8 d'abril de 2003      | Palomar              | NEAT                            |
| 183536 - | 2003 GF50              | 4 d'abril de 2003      | Kitt Peak            | Spacewatch                      |
| 183537 - | 2003 GY54              | 4 d'abril de 2003      | Kitt Peak            | Spacewatch                      |
| 183538 - | 2003 GC55              | 4 d'abril de 2003      | Anderson Mesa        | LONEOS                          |
| 183539 - | 2003 HV15              | 27 d'abril de 2003     | Socorro              | LINEAR                          |
| 183540 - | 2003 HC17              | 24 d'abril de 2003     | Anderson Mesa        | LONEOS                          |
| 183541 - | 2003 HV22              | 26 d'abril de 2003     | Kitt Peak            | Spacewatch                      |
| 183542 - | 2003 HH24              | 27 d'abril de 2003     | Kitt Peak            | Spacewatch                      |
| 183543 - | 2003 HN25              | 25 d'abril de 2003     | Kitt Peak            | Spacewatch                      |
| 183544 - | 2003 HZ27              | 26 d'abril de 2003     | Kitt Peak            | Spacewatch                      |
| 183545 - | 2003 HJ35              | 26 d'abril de 2003     | Haleakala            | NEAT                            |
| 183546 - | 2003 HD38              | 29 d'abril de 2003     | Socorro              | LINEAR                          |
| 183547 - | 2003 HR38              | 29 d'abril de 2003     | Anderson Mesa        | LONEOS                          |
| 183548 - | 2003 HU42              | 29 d'abril de 2003     | Kitt Peak            | Spacewatch                      |
| 183549 - | 2003 HU49              | 29 d'abril de 2003     | Socorro              | LINEAR                          |
| 183550 - | 2003 HU57              | 24 d'abril de 2003     | Kitt Peak            | Spacewatch                      |
| 183551 - | 2003 JU4               | 3 de maig de 2003      | Kitt Peak            | Spacewatch                      |
| 183552 - | 2003 JY5               | 1 de maig de 2003      | Kitt Peak            | Spacewatch                      |
| 183553 - | 2003 JP10              | 2 de maig de 2003      | Kitt Peak            | Spacewatch                      |
| 183554 - | 2003 JP11              | 5 de maig de 2003      | Kitt Peak            | Spacewatch                      |
| 183555 - | 2003 JN13              | 6 de maig de 2003      | Nogales              | Tenagra II                      |
| 183556 - | 2003 JQ13              | 5 de maig de 2003      | Anderson Mesa        | LONEOS                          |
| 183557 - | 2003 KZ2               | 22 de maig de 2003     | Kitt Peak            | Spacewatch                      |
| 183558 - | 2003 KT9               | 25 de maig de 2003     | Anderson Mesa        | LONEOS                          |
| 183559 - | 2003 KQ12              | 26 de maig de 2003     | Kitt Peak            | Spacewatch                      |
| 183560 - | 2003 KO18              | 24 de maig de 2003     | Kleť                 | J. Tichá, M. Tichý              |
| 183561 - | 2003 KC32              | 27 de maig de 2003     | Kitt Peak            | Spacewatch                      |
| 183562 - | 2003 LP4               | 5 de juny de 2003      | Kitt Peak            | Spacewatch                      |
| 183563 - | 2003 MD4               | 22 de juny de 2003     | Nogales              | M. B. Schwartz, P. R. Holvorcem |
| 183564 - | 2003 MA12              | 29 de juny de 2003     | Socorro              | LINEAR                          |
| 183565 - | 2003 NL2               | 3 de juliol de 2003    | Reedy Creek          | J. Broughton                    |
| 183566 - | 2003 NQ2               | 4 de juliol de 2003    | Haleakala            | NEAT                            |
| 183567 - | 2003 OZ10              | 27 de juliol de 2003   | Reedy Creek          | J. Broughton                    |
| 183568 - | 2003 OQ11              | 20 de juliol de 2003   | Palomar              | NEAT                            |
| 183569 - | 2003 PN3               | 2 d'agost de 2003      | Haleakala            | NEAT                            |
| 183570 - | 2003 QJ3               | 19 d'agost de 2003     | Campo Imperatore     | CINEOS                          |
| 183571 - | 2003 QK22              | 20 d'agost de 2003     | Palomar              | NEAT                            |
| 183572 - | 2003 QV31              | 21 d'agost de 2003     | Palomar              | NEAT                            |
| 183573 - | 2003 QH46              | 23 d'agost de 2003     | Palomar              | NEAT                            |
| 183574 - | 2003 QJ54              | 23 d'agost de 2003     | Socorro              | LINEAR                          |
| 183575 - | 2003 QP72              | 23 d'agost de 2003     | Socorro              | LINEAR                          |
| 183576 - | 2003 RA5               | 3 de setembre de 2003  | Haleakala            | NEAT                            |
| 183577 - | 2003 SX11              | 16 de setembre de 2003 | Kitt Peak            | Spacewatch                      |
| 183578 - | 2003 SD19              | 16 de setembre de 2003 | Kitt Peak            | Spacewatch                      |
| 183579 - | 2003 SD25              | 17 de setembre de 2003 | Haleakala            | NEAT                            |
| 183580 - | 2003 SO33              | 16 de setembre de 2003 | Anderson Mesa        | LONEOS                          |
| 183581 - | 2003 SY84              | 20 de setembre de 2003 | Haleakala            | NEAT                            |
| 183582 - | 2003 SM127             | 19 de setembre de 2003 | Ondřejov             | P. Kušnirák                     |
| 183583 - | 2003 SV177             | 19 de setembre de 2003 | Kitt Peak            | Spacewatch                      |
| 183584 - | 2003 SF182             | 20 de setembre de 2003 | Socorro              | LINEAR                          |
| 183585 - | 2003 SZ201             | 18 de setembre de 2003 | Goodricke-Pigott     | R. A. Tucker                    |
| 183586 - | 2003 SF204             | 22 de setembre de 2003 | Kitt Peak            | Spacewatch                      |
| 183587 - | 2003 SZ246             | 26 de setembre de 2003 | Socorro              | LINEAR                          |
| 183588 - | 2003 SY257             | 28 de setembre de 2003 | Socorro              | LINEAR                          |
| 183589 - | 2003 SO284             | 20 de setembre de 2003 | Socorro              | LINEAR                          |
| 183590 - | 2003 SH294             | 28 de setembre de 2003 | Socorro              | LINEAR                          |
| 183591 - | 2003 SZ312             | 17 de setembre de 2003 | Palomar              | NEAT                            |
| 183592 - | 2003 SJ313             | 18 de setembre de 2003 | Haleakala            | NEAT                            |
| 183593 - | 2003 TG16              | 15 d'octubre de 2003   | Anderson Mesa        | LONEOS                          |
| 183594 - | 2003 TB53              | 5 d'octubre de 2003    | Kitt Peak            | Spacewatch                      |
| 183595 - | 2003 TG58              | 3 d'octubre de 2003    | Mauna Kea            | Mauna Kea                       |
| 183596 - | 2003 UV                | 16 d'octubre de 2003   | Kitt Peak            | Spacewatch                      |
| 183597 - | 2003 UT14              | 16 d'octubre de 2003   | Kitt Peak            | Spacewatch                      |
| 183598 - | 2003 UN35              | 16 d'octubre de 2003   | Anderson Mesa        | LONEOS                          |
| 183599 - | 2003 UY39              | 16 d'octubre de 2003   | Kitt Peak            | Spacewatch                      |
| 183600 - | 2003 UQ45              | 18 d'octubre de 2003   | Kitt Peak            | Spacewatch                      |